# مرتو دی تومبا
مرتو دی تومبا (به ایتالیایی: Mereto di Tomba) یک کومونه در ایتالیا است که در استان اودینه واقع شده‌است.

## خصوصیات
مرتو دی تومبا ۲۷٫۴ کیلومترمربع مساحت و ۲٬۷۶۰ نفر جمعیت دارد و ۹۸ متر بالاتر از سطح دریا واقع شده‌است.